# 小島宏美
小島宏美（1977年12月12日—）是一位日本足球運動員，職業生涯13年間效力過日本聯賽多支球隊，最後以31歲之齡在FC岐阜退休。

## 外部連結
1. ↑  . Guardian.co.uk.   [2009-08-25]. （原始内容存档于2012-05-18）.

- 小島宏美在National-Football-Teams.com的資料